# 国际围棋邀请赛
国际围棋邀请赛，指的是一系列不同时期举办的国际间围棋棋手之间的特别比赛。与一般世界围棋大赛和各国头衔、冠军对抗赛不同的是，邀请赛的参赛选手没有明确的选拔标准，而是由主办方、赞助方确定，一般是举办时各国棋手中具某一方面特色的棋手，多数是当时各国国内围棋实力名列前茅的棋手。

## 历次国际邀请赛成绩表
| 年份 | 比赛名称                   | 冠军        | 亚军     | 季军        |
| ---- | -------------------------- | ----------- | -------- | ----------- |
| 1995 | 绅士杯                     | 徐奉洙      | 小林觉   | 马晓春 常昊 |
| 1996 | 世界围棋最强战             | 李昌镐      | 武宫正树 | 马晓春      |
| 2001 | 贵阳商行杯                 | 马晓春      | 依田纪基 | 曹薰铉      |
| 2003 | 凤凰巅峰对决               | 曹薰铉      | 常昊     | －          |
| 2004 | 泰达杯                     | 李昌镐      | 依田纪基 | 孔杰        |
| 2005 | 凤凰巅峰对决               | 李昌镐 常昊 | －       | －          |
| 2007 | 凤凰巅峰对决               | 罗洗河      | 李世石   | －          |
| 2009 | 凤凰巅峰对决               | 李世石      | 古力     | －          |
| 2010 | 上海世博会SK杯             | 李世石      | 常昊     | －          |
| 2011 | 博赛杯                     | 井山裕太    | 古力     | 李世石      |
| 2011 | 巅峰对决                   | 崔哲瀚      | 孔杰     | －          |
| 2012 | “真龙杯”中韩围棋第一人对决 | 李世石      | 谢赫     | －          |
| 2012 | 桂林杯世界冠军争霸赛       | 古力        | 李世石   | 依田纪基    |
| 2012 | 柳州杯世界围棋大师赛       | 李昌镐      | 常昊     |             |
| 2013 | 瓷都论道·巅峰对决          | 李世石      | 古力     |             |
| 2013 | 凤凰巅峰对决               | 陈耀烨      | 朴廷桓   |             |
| 2014 | CCTV贺岁杯                 | 时越        | 村川大介 | 李世石      |
| 2014 | 瓷都论道·巅峰对决          | 崔哲瀚      | 陈耀烨   |             |

## 绅士杯国际围棋赛
绅士杯国际围棋赛，由中国棋院、新民晚报、上海市静安区人民政府主办，上海绅士汽车商城有限公司赞助，于1995年11月18～21日举行，比赛地点为上海，冠军奖金2万美元。
| 年份 | 冠军   | 亚军   | 季军        |
| ---- | ------ | ------ | ----------- |
| 1995 | 徐奉洙 | 小林觉 | 马晓春 常昊 |

## 世界围棋最强战
世界围棋最强战，中国人民日报、日本朝日新闻、韩国东亚日报联合主办，于1996年举行，比赛地点为北京、东京、汉城。
| 年份 | 冠军   | 亚军     | 季军   |
| ---- | ------ | -------- | ------ |
| 1996 | 李昌镐 | 武宫正树 | 马晓春 |

## 贵阳商行杯中日韩三国围棋世界冠军争霸赛
| 年份 | 冠军   | 亚军     | 季军   |
| ---- | ------ | -------- | ------ |
| 2001 | 马晓春 | 依田纪基 | 曹薰铉 |

## 凤凰世界围棋巅峰对决
凤凰世界围棋巅峰对决，又称南方长城杯、凤凰围棋节、凤凰巅峰对决等。由中国棋院、中国围棋协会主办，中国湖南凤凰县人民政府、凤凰古城旅游有限公司承办，湖南电视台、新浪网等协办，邀请中韩各一名棋手进行单盘比赛决出胜负。比赛地点为凤凰古城。冠军奖金5万美元，亚军奖金3万美元。
| 年份 | 冠军        | 亚军               |
| ---- | ----------- | ------------------ |
| 2003 | 曹薰铉      | 常昊               |
| 2005 | 李昌镐 常昊 | （和棋，并列冠军） |
| 2007 | 罗洗河      | 李世石             |
| 2009 | 李世石      | 古力               |

## 泰达杯中日韩三国围棋超级争霸赛
泰达杯中日韩三国围棋超级争霸赛，于2004年6月在中国天津举行。
| 年份 | 冠军   | 亚军     | 季军 |
| ---- | ------ | -------- | ---- |
| 2004 | 李昌镐 | 依田纪基 | 孔杰 |

## 上海世博会SK杯中韩巅峰棋手特别对局
上海世博会SK杯中韩巅峰棋手特别对局，是为庆贺上海世博会韩国周的展开而举办的围棋比赛，由韩国国家品牌委员会主办，韩国SK公司提供赞助，于2010年5月26日（上海世博会韩国国家馆日）举行。比赛地点为上海的韩国文化院。冠军奖金1500万韩元，亚军奖金1000万韩元。
| 年份 | 冠军   | 亚军 |
| ---- | ------ | ---- |
| 2010 | 李世石 | 常昊 |

## 博赛杯金佛山国际围棋超霸赛
博赛杯金佛山国际围棋超霸赛，于2011年5月举行，由中国棋院、中国围棋协会主办，邀请中日韩各一名围棋棋手参赛，比赛地点为中国重庆市。冠军奖金30万元人民币，亚军20万元，季军10万元。
| 时间    | 局次   | 棋手     | 结果 | 棋手   | 注释                       |
| ------- | ------ | -------- | ---- | ------ | -------------------------- |
| 5月16日 | 第一轮 | 井山裕太 | 胜   | 李世石 | 古力轮空，井山裕太进入决赛 |
| 5月17日 | 第二轮 | 古力     | 胜   | 李世石 | 古力进入决赛，李世石获季军 |
| 5月18日 | 决赛   | 井山裕太 | 胜   | 古力   | 井山裕太夺冠，古力获亚军   |

## 庐阳杯三国围棋名人混双赛
由中国围棋协会、安徽省体育局、合肥市人民政府主办，合肥市体育局、庐阳区人民政府承办，世界双人围棋协会协办。在合肥市庐阳区三国遗址公园举行。比赛采用中国围棋规则，每方1小时自由支配时间，然后是30秒3次的读秒，超时判负。奖金15万元人民币，亚军10万元，季军5万元。参赛棋手：今年的GS加德士混双比赛冠军刘昌赫和崔精，日本混双赛的冠军结城聪和铃木步，中国的常昊和王晨星。
组委会还邀请了四川(古蜀国)业余围棋队、湖北(古吴国)业余围棋队，安徽(古魏国)业余围棋队，进行古三国业余围棋对抗赛。每队可报名6位棋手，18岁以下的少年棋手不得超过2人，每轮出场5人。冠军奖金3万元，亚军2万，季军1万。
- 四川队(古蜀国)：唐晓宏(7段)冯涌(6段)龙霖(6段)张霁阳(5段)薛维贵(5段)程时骄(5段少年)
- 湖北队(古吴国)：于清泉[微博](6段)胡田(6段)黄星灿(6段)刘帆(6段)吴震宇(6段少年)
- 安徽队(古魏国)：孙乃经(6段)冯波(6段)沈逢春(6段)张荣正(5段)程宏昊(6段少年)鲁俊仁(5段少年)
- 首轮：湖北队4:1胜四川队
- 第2轮：安徽队3:2胜四川队
- 决赛：湖北队3:2胜安徽队

| 时间                 | 局次   | 棋手          | 结果     | 棋手          | 注释                |
| -------------------- | ------ | ------------- | -------- | ------------- | ------------------- |
| 2013年4月30日15时    | 第一轮 | 结城聪/铃木步 | 黑中盘负 | 刘昌赫/崔精   | 胜者进入决赛。      |
| 2013年5月1日9时      | 第二轮 | 常昊/王晨星   | 黑中盘胜 | 结城聪/铃木步 | 胜者进入决赛        |
| 2013年5月2日14时30分 | 决赛   | 常昊/王晨星   | 黑中盘胜 | 刘昌赫/崔精   | 常昊/王晨星获得冠军 |

## 古李十番棋
Mlily梦百合世纪之战古力vs李世乭十番棋由中国围棋协会、江苏恒康家居科技股份有限公司主办。规则：比赛总奖金为税前500万元人民币，胜者全得，负者只能拿到20万人民币；若双方5比5打平，则奖金平分。赛制为十局制，先胜六局者为最终获胜方，比赛即宣告结束。结果李世石6-2获胜独揽500万。采用中国围棋规则，黑贴3又3/4子；用时为每方4小时保留时间，5次1分钟读秒，中午不封盘。

## 明月山杯中日韩围棋精英赛
| 年   | 届     | 冠军   | 亚军     | 季军             |
| ---- | ------ | ------ | -------- | ---------------- |
| 2014 | 第一届 | 常昊   | 武宫正树 | 曹薰铉           |
| 2015 | 第二届 | 曹薰铉 | 聂卫平   | 武宫正树、林海峰 |
| 2016 | 第三届 | 常昊   | 李昌镐   | 依田纪基         |
| 2017 | 第四届 | 崔精   | 於之莹   | 黑嘉嘉、藤泽里菜 |

### 2014年
于2014年在江西省宜春明月山举行

- 第1轮：8月19日上午，常昊执黑中盘胜曹薰铉[3]
- 第2轮：8月19日下午，武宫正树执白12目半胜曹薰铉[4]
- 第3轮：8月20日上午9时，常昊执黑3/4子胜武宫正树[5]

### 2017年
| 棋手     | 半决赛 8月28日 | 决赛 8月29日 |
| -------- | -------------- | ------------ |
| 崔精     | 崔精           | 崔精         |
| 黑嘉嘉   | 崔精           | 崔精         |
| 於之莹   | 於之莹         | 崔精         |
| 藤泽里菜 | 於之莹         | 崔精         |